# Park im. Tadeusza Kościuszki w Krakowie
Park im. Tadeusza Kościuszki – park w Krakowie przy Dworku Białoprądnickim (do końca lat 50. XX wieku Mirockich), ograniczony ulicami: Łukasza Górnickiego, Białoprądnicką, Papierniczą i Józefa Mackiewicza.
W pobliżu znajduje się klub sportowy Clepardia i odkryty basen. Przez park przepływa rzeka Białucha (Prądnik).
Park pełni funkcję rekreacyjną dla okolicznych mieszkańców, a także dla uczestników programów artystycznych organizowanych przez Centrum Kultury „Dworek Białoprądnicki”. Na terenie parku znajduje się plac zabaw dla dzieci.

## Historia
Powstał w XVI wieku wokół dawnego obronnego pałacu biskupa Samuela Maciejowskiego jako park renesansowy z czterema ozdobnymi kwaterami, alejami i szpalerami lip, grabów i wiązów. Po szwedzkich zniszczeniach pałacu i parku zbudowano w XVIII w. klasycystyczny dwór wykorzystując część murów pałacu. Zachowane resztki parku pomiędzy Prądnikiem i Młynówką tworzą obecny park im. Tadeusza Kościuszki.

## Flora
W parku rośnie wiele gatunków drzew i krzewów. Wśród drzew dominują lipy, wiązy i kasztanowce, które rosną głównie przy dwóch przecinających się alejach, wyznaczających podstawowy układ kompozycji parku w nawiązaniu do dworku oraz wzdłuż starej alei nad brzegiem rzeki. Na skrzyżowaniu alej rośnie duży jawor.

## Trasy rowerowe
Przez park przebiega planowana trasa rowerowa nr 1 od placu Jana Matejki do Bibic w gminie Zielonki (Stare Miasto – pl. Matejki – Warszawska – al. Słowackiego – WT Nowy Kleparz – Prądnicka – Park Kościuszki – Górnickiego – Wądół – Park Leśny Witkowice – granica miasta – Bibice) oraz ziemna ścieżka rowerowa.

## Galeria

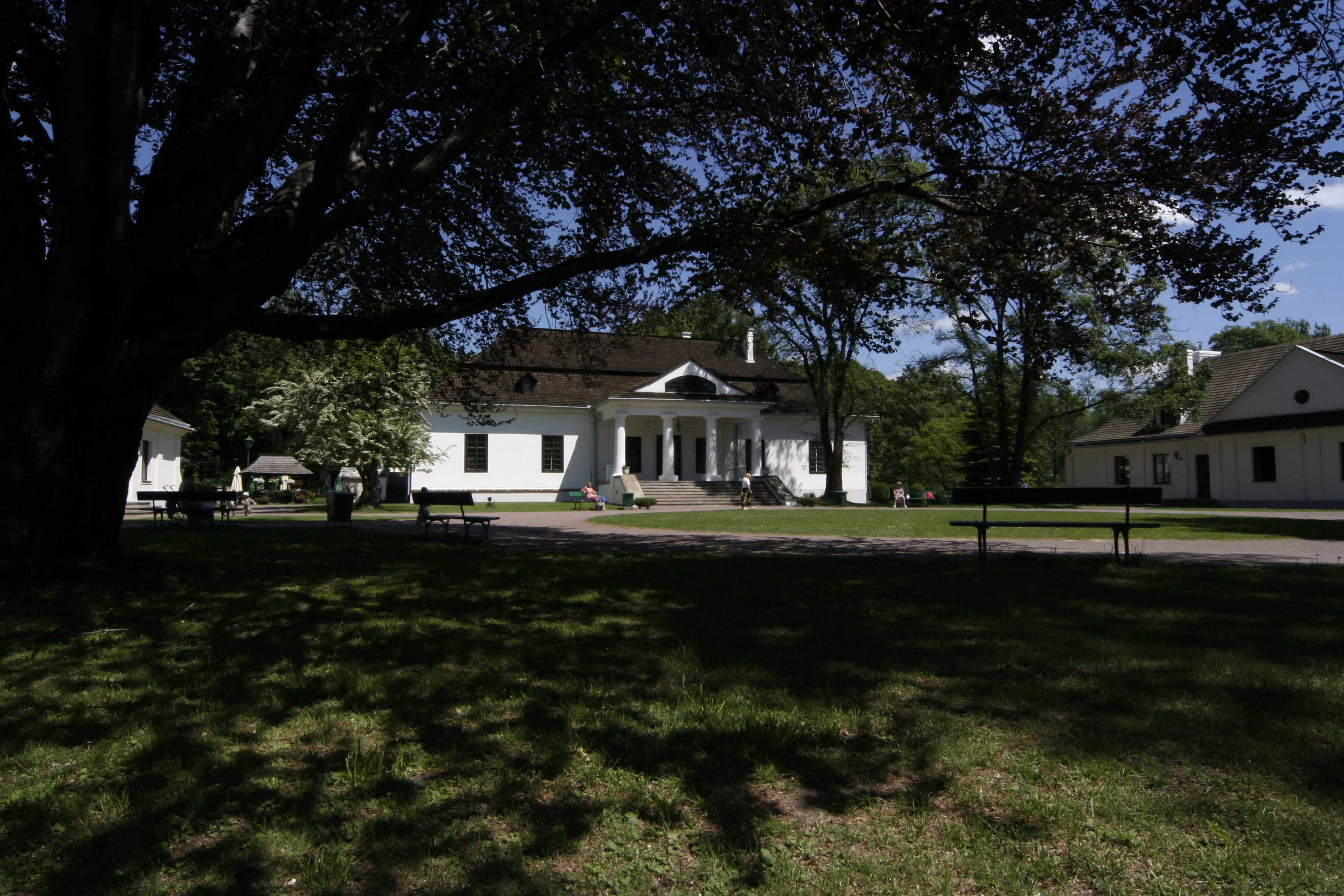
Widok na Dworek Białoprądnicki (2006)
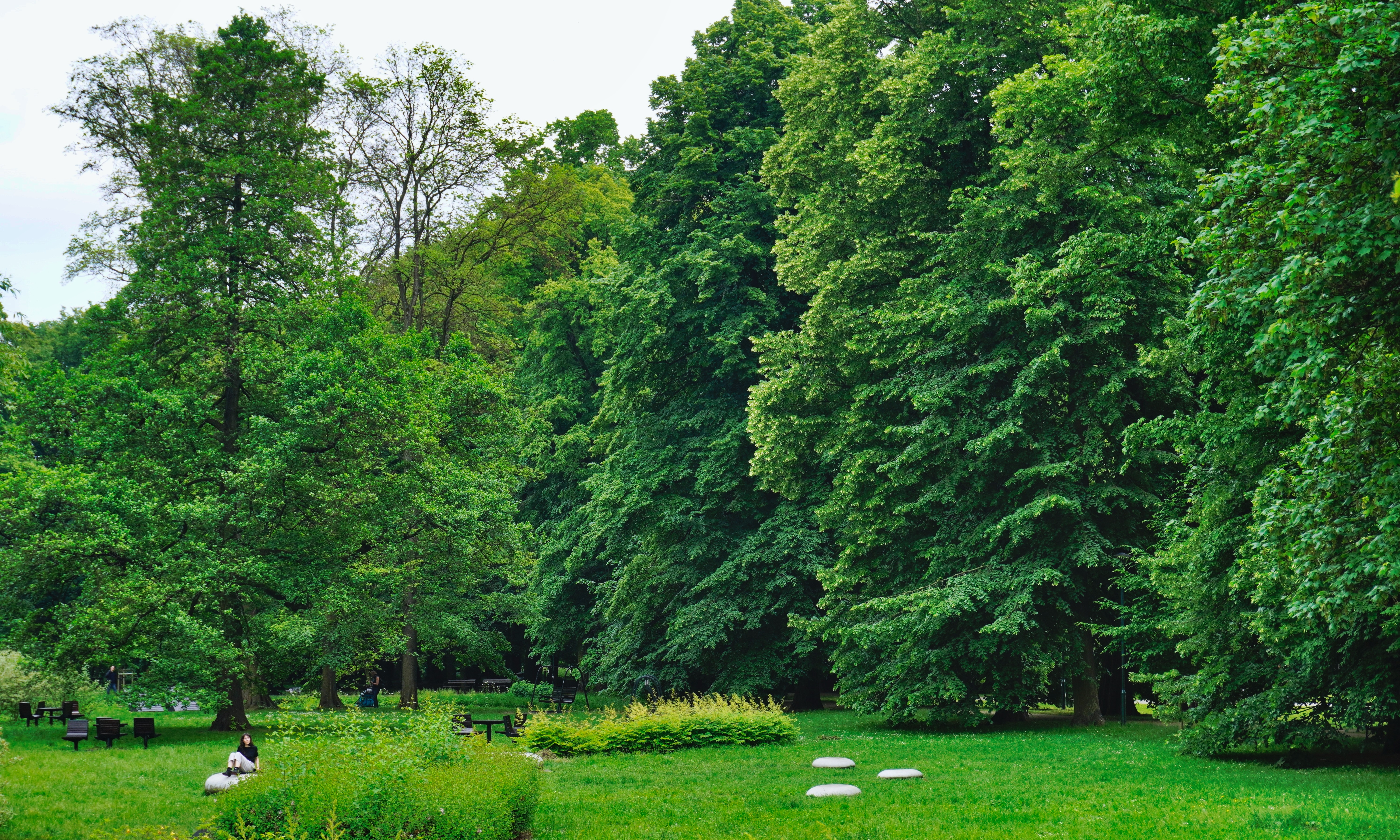
Ogólny widok od ul. Górnickiego
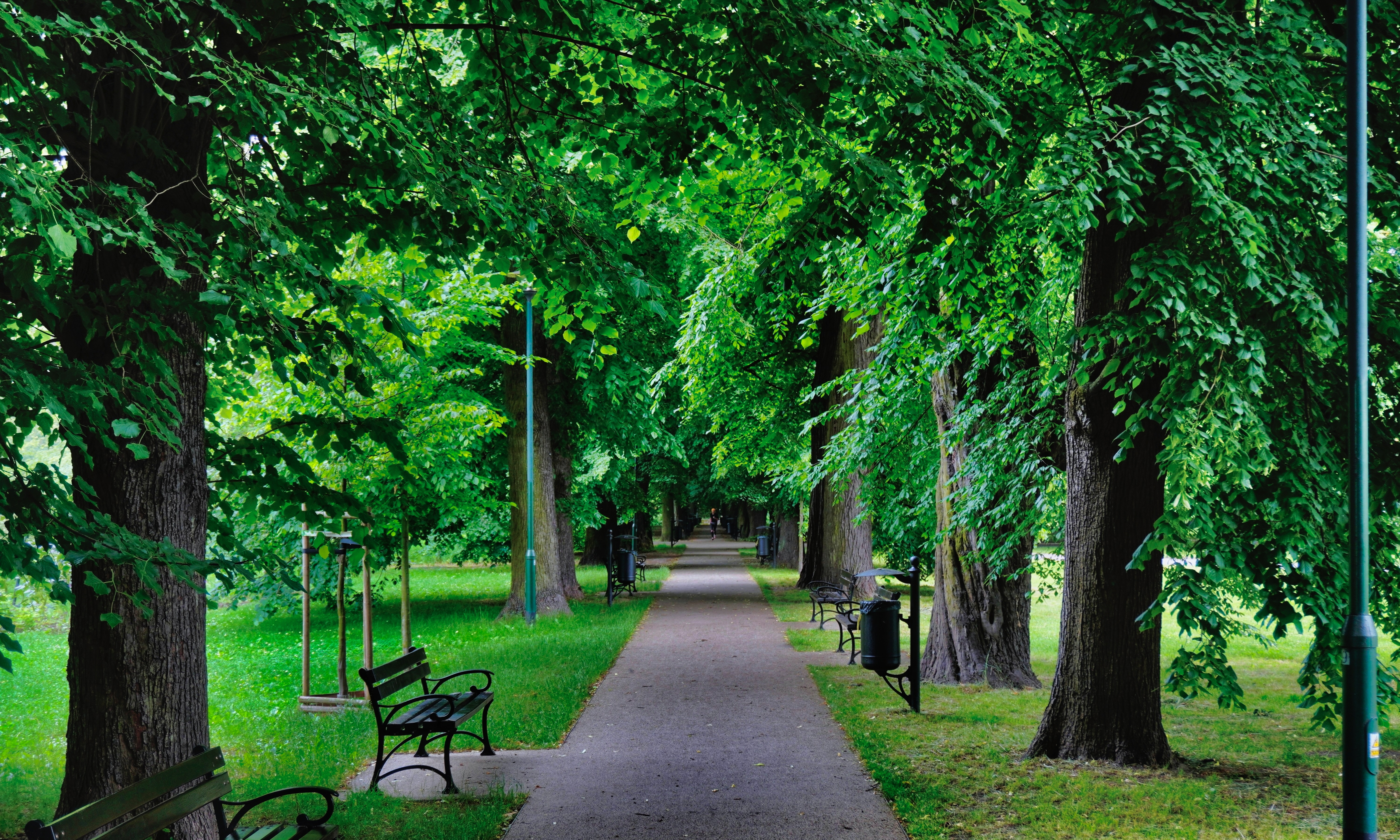
Ogólny widok, aleja w parku
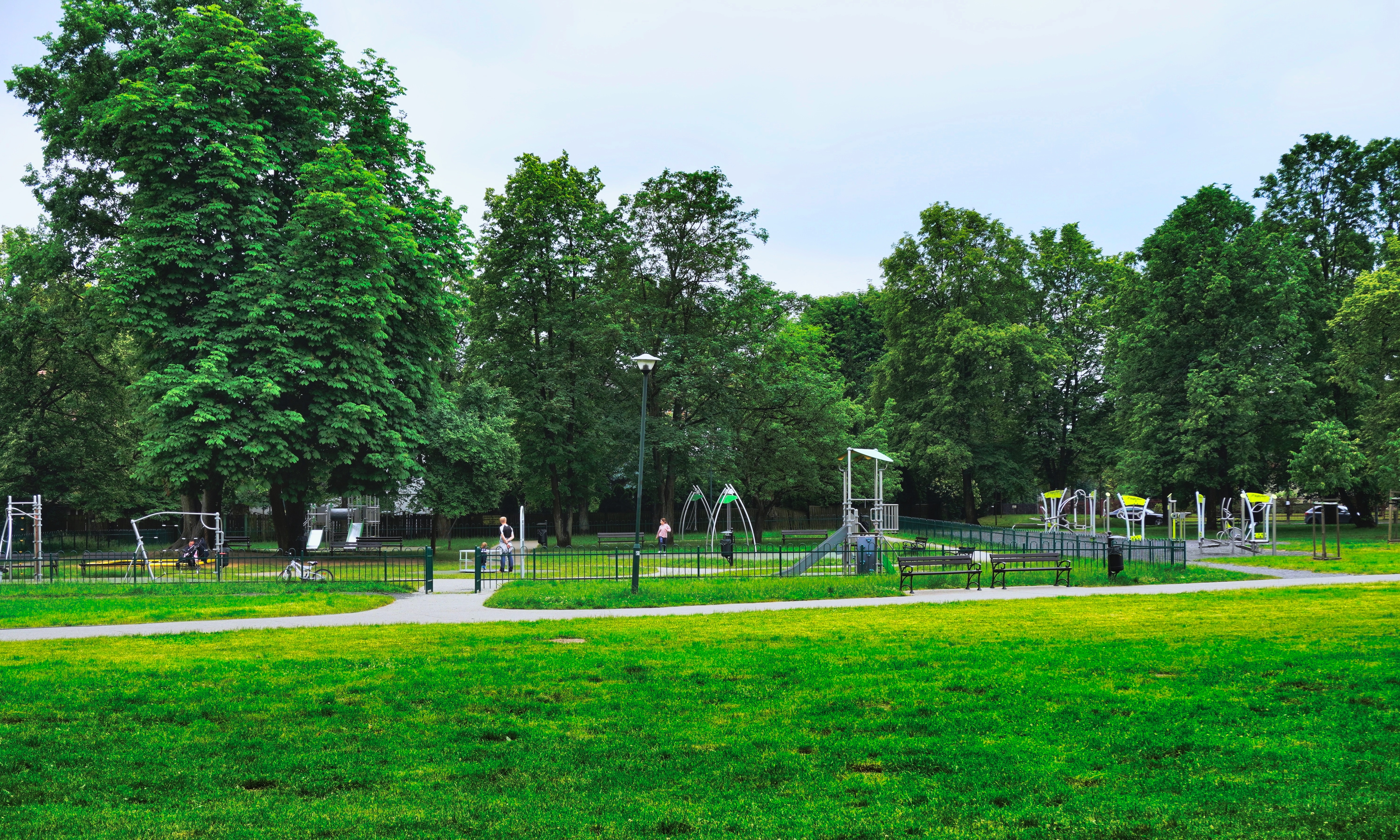
Ogólny widok, plac zabaw i siłownia zewnętrzna
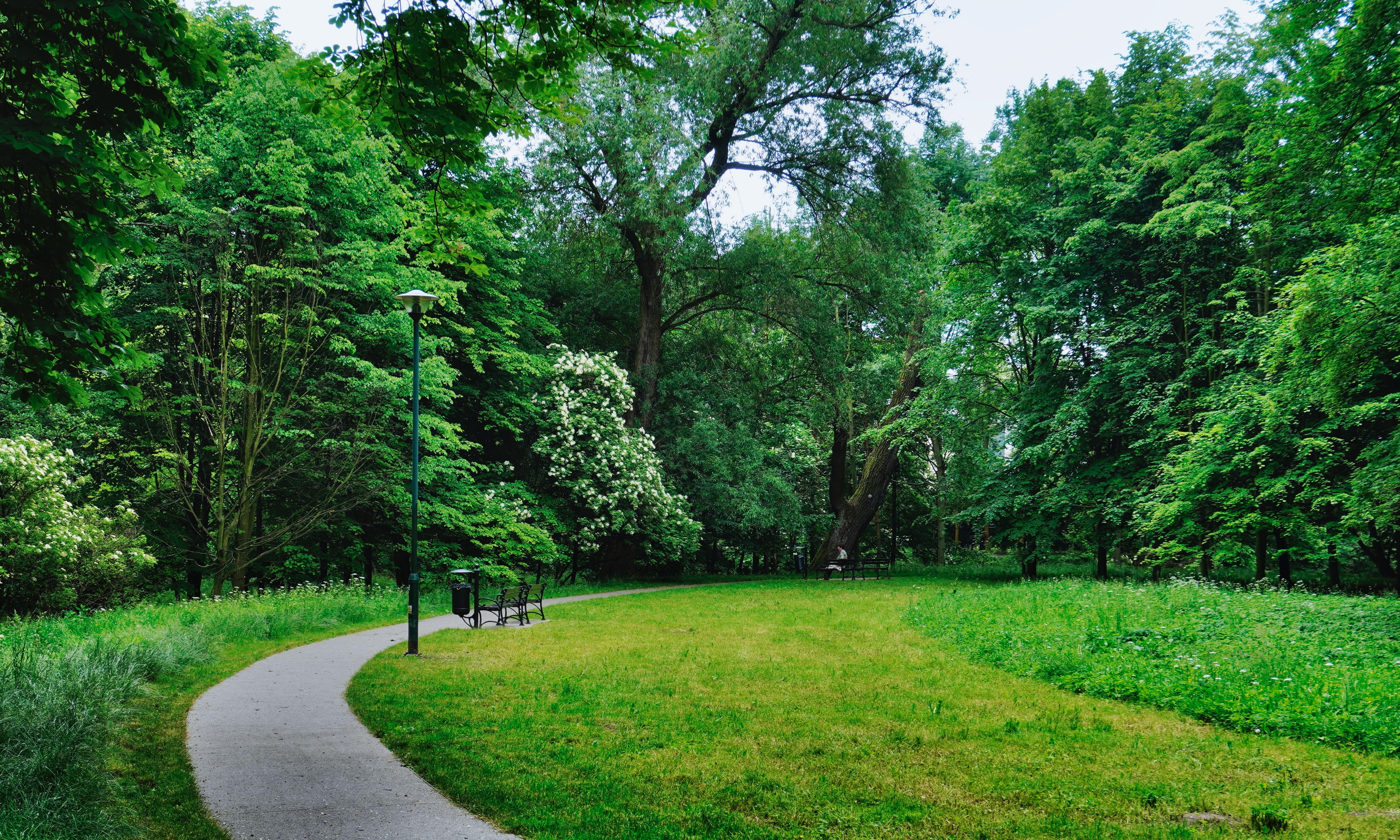
Ogólny widok, alejka nad Białuchą
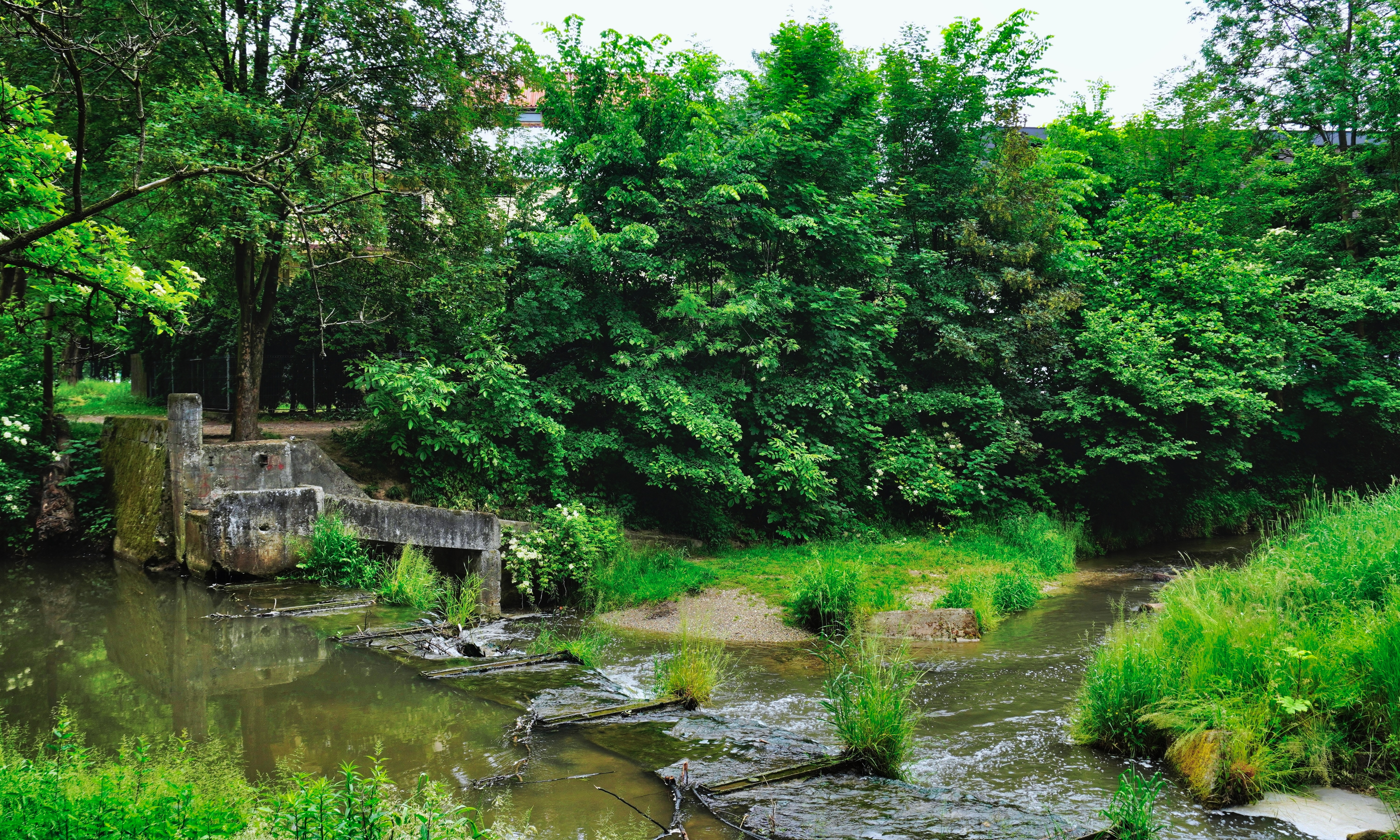
Pozostałości jazu na rzece Białusze